# یائسگی زودرس
یائسگی زودرس یا نارسایی تخمدان زودرس (به انگلیسی: Premature ovarian failure) اختلالی که در آن تخمک گذاری تخمدان‌ها و دوره‌های قاعدگی پیش از سن ۴۰ سالگی به پایان می‌رسد. یائسگی طبیعی در حدود سن ۵۰ سالگی اتفاق می‌افتد. زنی را یائسه می‌نامند که به مدت ۱۲ ماه پیاپی دوره قاعدگی نداشته است.

## شیوع و علل
شیوع این اختلال ۱٪ جمعیت کل زنان است. برخی از علل بروز این مشکل عبارتند از: نقائص ژنتیکی، بیماریهای اتوایمیون، توبرکلوز دستگاه تناسلی، مصرف سیگار، شیمی درمانی یا رادیوتراپی، هیسترکتومی، درمان طولانی با GnRH و نقائص آنزیمی.